# Kids' Choice Awards 2014
La 26ª edizione dei Nickelodeon Kids' Choice Awards si è svolta il 29 marzo 2014 presso il Galen Center, situato nel Jefferson Boulevard di Los Angeles e trasmesso in diretta dalla rete statunitense di Nickelodeon. La messa in onda italiana è stata programmata per il 3 aprile.
Il pre-show è stato condotto da Jeff Sutphen, Sydney Park e Ryan Newman; la premiazione da Mark Wahlberg.
L'edizione ha visto le esibizioni di Todrick Hall, Austin Mahone col singolo "Mmm Yeah", Aloe Blacc con i singoli "Wake Me Up" e "The Man" e del gruppo musicale American Authors col singolo "Best Day of My Life".
Le candidature sono state annunciate il 24 febbraio 2014; i film che hanno ottenuto più nomination sono stati, a pari merito con 4 candidature, Hunger Games: La ragazza di fuoco e I Puffi 2, mentre il film che si è aggiudicato più premi è stato Hunger Games: La ragazza di fuoco con 4 KCA Blimp vinti.

## Candidature
I vincitori sono evidenziati in grassetto.

### Televisione

#### Serie TV preferita
- Sam & Cat
- The Big Bang Theory
- Buona fortuna Charlie
- Jessie

#### Attore televisivo preferito
- Ross Lynch – Austin & Ally
- Benjamin Flores Jr. – I fantasmi di casa Hathaway
- Jack Griffo – I Thunderman
- Jake Short – A.N.T. Farm

#### Attrice televisiva preferita
- Ariana Grande – Sam & Cat
- Jennette McCurdy – Sam & Cat
- Bridgit Mendler – Buona fortuna Charlie
- Debby Ryan – Jessie

#### Serie d'animazione preferita
- SpongeBob
- Adventure Time
- Phineas e Ferb
- Tartarughe Ninja

#### Reality show preferito
- Wipeout
- America's Got Talent
- American Idol
- The Voice

#### Spalla animale animata preferita
- Patrick Stella – SpongeBob
- Perry l'ornitorinco – Phineas e Ferb
- Sparky – Due fantagenitori
- Waddles – Gravity Falls

### Cinema

#### Film preferito
- Hunger Games: La ragazza di fuoco (The Hunger Games: Catching Fire), regia di Francis Lawrence
- Iron Man 3, regia di Shane Black
- Il grande e potente Oz (Oz the Great and Powerful), regia di Sam Raimi
- I Puffi 2 (The Smurfs 2), regia di Raja Gosnell.

#### Attore cinematografico preferito
- Adam Sandler – Un weekend da bamboccioni 2
- Johnny Depp – The Lone Ranger
- Robert Downey Jr. – Iron Man 3
- Neil Patrick Harris – I Puffi 2

#### Attrice cinematografica preferita
- Jennifer Lawrence – Hunger Games: La ragazza di fuoco
- Sandra Bullock – Gravity
- Mila Kunis – Il grande e potente Oz
- Jayma Mays – I Puffi 2

#### Film d'animazione preferito
- Frozen - Il regno di ghiaccio (Frozen), regia di Chris Buck e Jennifer Lee
- Piovono polpette 2 - La rivincita degli avanzi (Cloudy with a Chance of Meatballs 2), regia di Cody Cameron e Kris Pearn
- Cattivissimo me 2 (Despicable Me 2), regia di Pierre Coffin e Chris Renaud
- Monsters University, regia di Dan Scanlon

#### Voce in un film d'animazione preferita
- Miranda Cosgrove – Cattivissimo me 2
- Steve Carell – Cattivissimo me 2
- Billy Crystal – Monsters University
- Katy Perry – I Puffi 2

#### Uomo spaccaossa preferito
- Robert Downey Jr. – Iron Man 3
- Johnny Depp – The Lone Ranger
- Hugh Jackman – Wolverine - L'immortale
- Dwayne Johnson – G.I. Joe: La vendetta

#### Donna spaccaossa preferita
- Jennifer Lawrence – Hunger Games: La ragazza di fuoco
- Jena Malone – Hunger Games: La ragazza di fuoco
- Sandra Bullock – Gravity
- Evangeline Lilly – Lo Hobbit - La desolazione di Smaug

### Musica

#### Gruppo musicale preferito
- One Direction
- Macklemore & Ryan Lewis
- Maroon 5
- OneRepublic

#### Cantante maschile preferito
- Justin Timberlake
- Bruno Mars
- Pitbull
- Pharrell Williams

#### Cantante femminile preferita
- Selena Gomez
- Lady Gaga
- Katy Perry
- Taylor Swift

#### Canzone preferita
- Story of My Life – One Direction
- I Knew You Were Trouble – Taylor Swift
- Roar – Katy Perry
- Wrecking Ball – Miley Cyrus

### Miscellanea

#### Videogioco preferito
- Just Dance 2014
- Angry Birds Star Wars
- Disney Infinity
- Minecraft

#### Libro preferito
- Diario di una schiappa
- Harry Potter
- Lo Hobbit
- Hunger Games

#### Gioco mobile preferito
- Despicable Me: Minion Rush
- Angry Birds Star Wars II
- Candy Crush Saga
- Temple Run

#### Atleta più entusiasta
- Dwight Howard
- Cam Newton
- David Ortiz
- Richard Sherman

#### Celebrità comica preferita
- Kevin Hart - Il grande match
- Kaley Cuoco - The Big Bang Theory
- Andy Samberg - Brooklyn Nine-Nine e Saturday Night Live
- Sofía Vergara - Modern Family

#### Fanbase preferita
- Selenators - Selena Gomez
- Arianators - Ariana Grande
- Directioners - One Direction
- JT Superfans - Justin Timberlake

#### Ultimate Slime Stunt
- Ultimate Slime Rodeo
- High-Speed Bathtub Race
- Slippery Obstacle Course

#### Lifetime Achievement Award
- Dan Schneider

## Candidature internazionali
I vincitori sono indicati in grassetto.

### Italia

#### Artista italiano preferito
- Marco Mengoni
- Alessandra Amoroso
- Violetta Zironi
- Moreno

### America Latina

#### Artista latino preferito
- Lali Esposito
- Danna Paola
- Paty Cantú
- Riva

### Asia

#### Artista asiatico preferito
- G.E.M (Cina)
- Lisa Surihani (Malaysia)
- Coboy Junior (Indonesia)
- Anne Curtis (Filippine)

### Paesi Bassi e Belgio

#### Artista preferito
- B-Brave
- Julia van der Toorn
- Martin Garrix
- Stromae

## Messa in onda nelle varie nazioni
| Nazione                              | Canale                    | Data          |
| ------------------------------------ | ------------------------- | ------------- |
| Stati Uniti d'America                | Nickelodeon               | 29 marzo 2014 |
| Norvegia                             | Nickelodeon (Norway)      | 30 marzo 2014 |
| Perù, Messico, Argentina e Venezuela | Nickelodeon Latin America | 1 aprile      |
| Spagna                               | Nickelodeon (Spain)       | 2 marzo       |
| Italia                               | Nickelodeon Italy         | 3 aprile      |